# Zoravor Heliga Guds moders kyrka
Zoravor Heliga Guds moders kyrka (armeniska: Զորավոր Սուրբ Աստվածածին եկեղեցի, Zoravor Surp Astvatsatsin yekeghets) är en kyrkobyggnad i distriktet Kentron i Jerevan i Armenien, som uppfördes 1694 och är en av de äldsta kyrkorna i Jerevan som är i bruk idag. 
Kyrkan benämndes tidigare Heliga Guds moders kyrka (Surp Astvatsatsinkyrkan). "Zoravor" (med betydelsen "kraftfull") lades till på grund av att kyrkan härbärgerar Zoravorbibeln från 1200-talet.

## Historik
Under 1630-talet byggde munken Movses Syunetsi ett kloster med finansiellt stöd av Jerevans invånare, bestående av Heliga Guds moders kyrka, Sankt Ananiaskapellet, en byggnad för abboten, bostäder för munkarna och församlingssalar. Byggnaderna omgavs av en försvarsmur. Också en skola öppnades inom klosteranläggingen. Uppförandet skedde under den tid som Pilipos (Filip av Armenien) var katholikos.
Klostret varade bara en kort tid. Det förstördes i jordbävningen i Armenien 1679.  
Den nuvarande Guds Heliga moders kyrka byggdes 1693-1694 på platsen för de rasade klostret med donationer av Khoja Panos, som var en av Jerevans rikaste män. Kyrkan är en treskeppsbasilika utan kupol. Den har huvudaltaret öster om kyrkosalen med sakristior vid de båda hörnen. 
År 1889 byggdes Sankt Ananiaskapellet på kyrkans nordöstra sida, med trappa som leder till gravplatsen för Ananias av Damaskus (Sankt Ananias) på kyrkans östra sida.
Efter att ha använts för olika ändamål under den sovjetiska perioden, återlämnades kyrkan till den Armeniska apostoliska kyrkan under 1970-talet och renoverades grundligt, liksom Sankt Ananiaskapellet.

## Bildgalleri

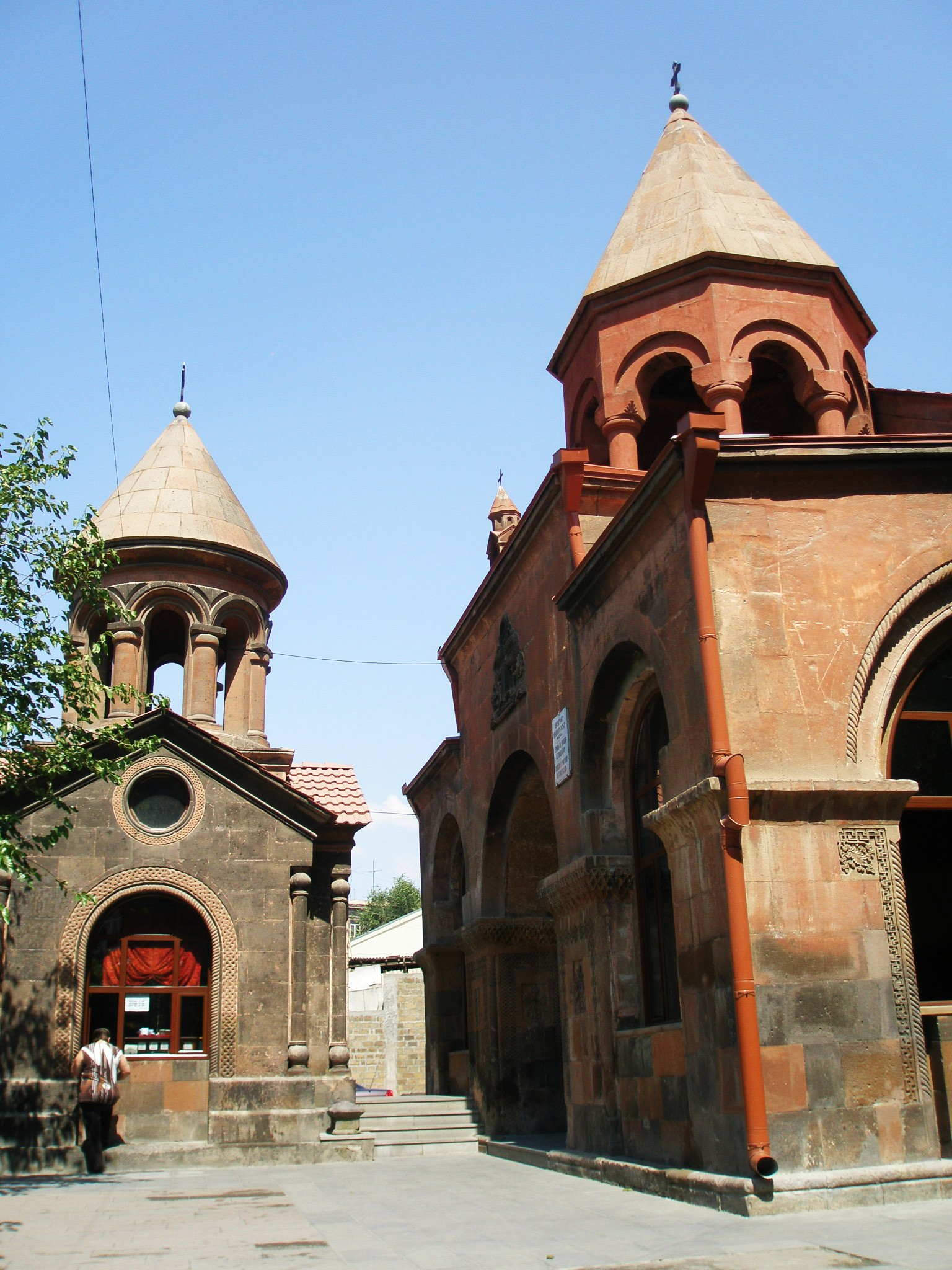
Kyrkan och Sankt Ananiaskapellet
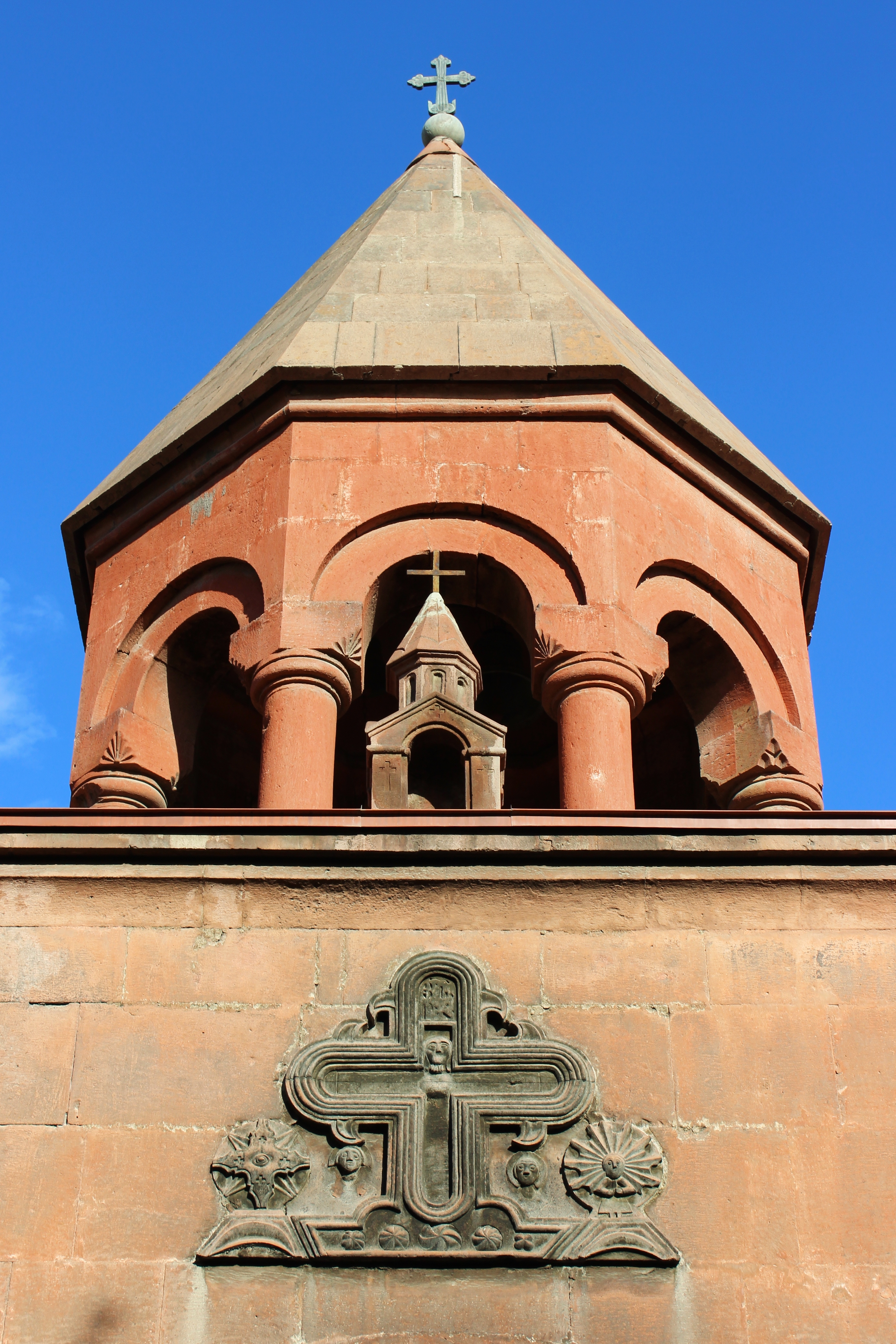
Klocktornet vid huvudentrén
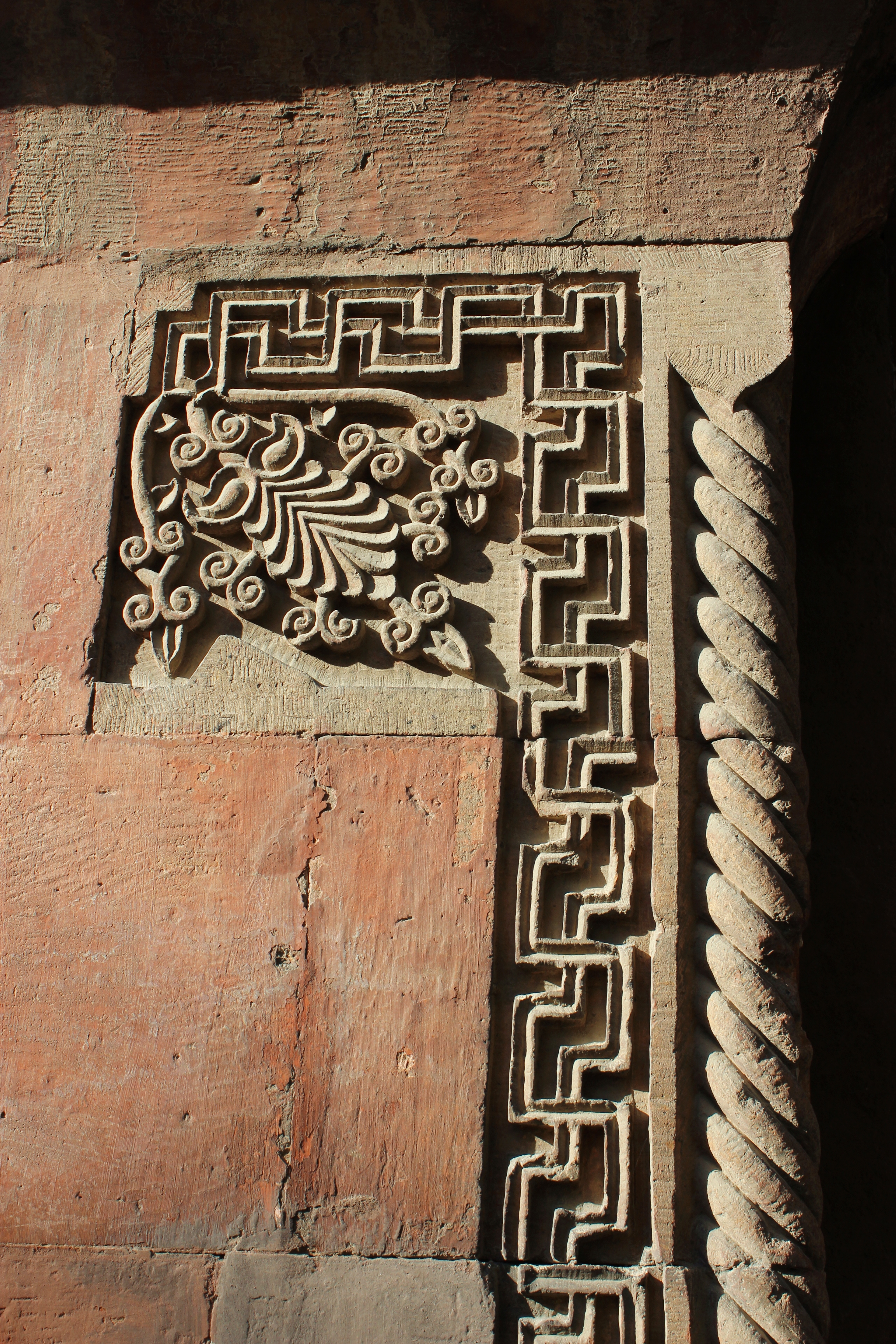
Exteriördetalj
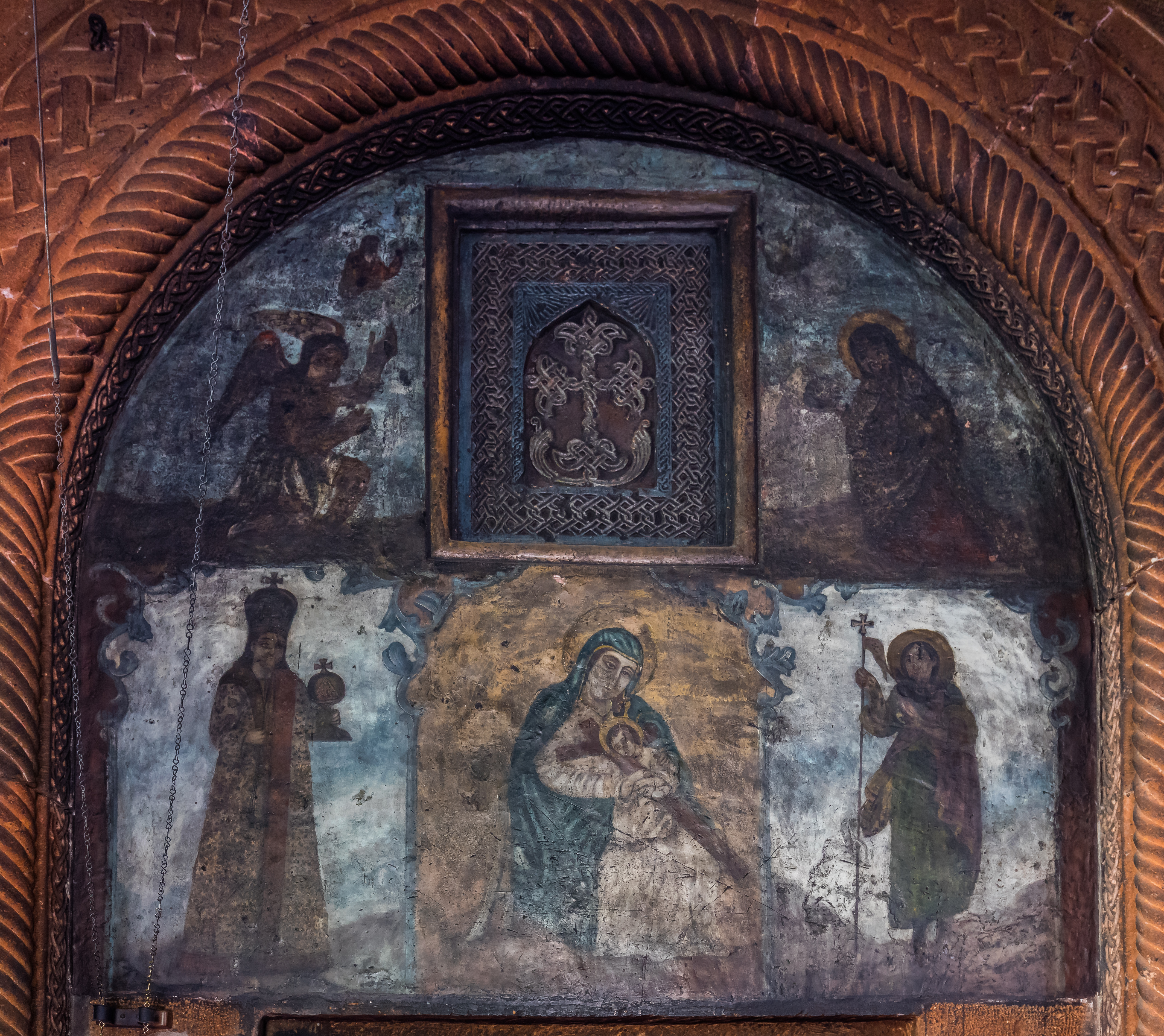
Tympanon med en fresk som avbildar Jungfru Maria och helgon
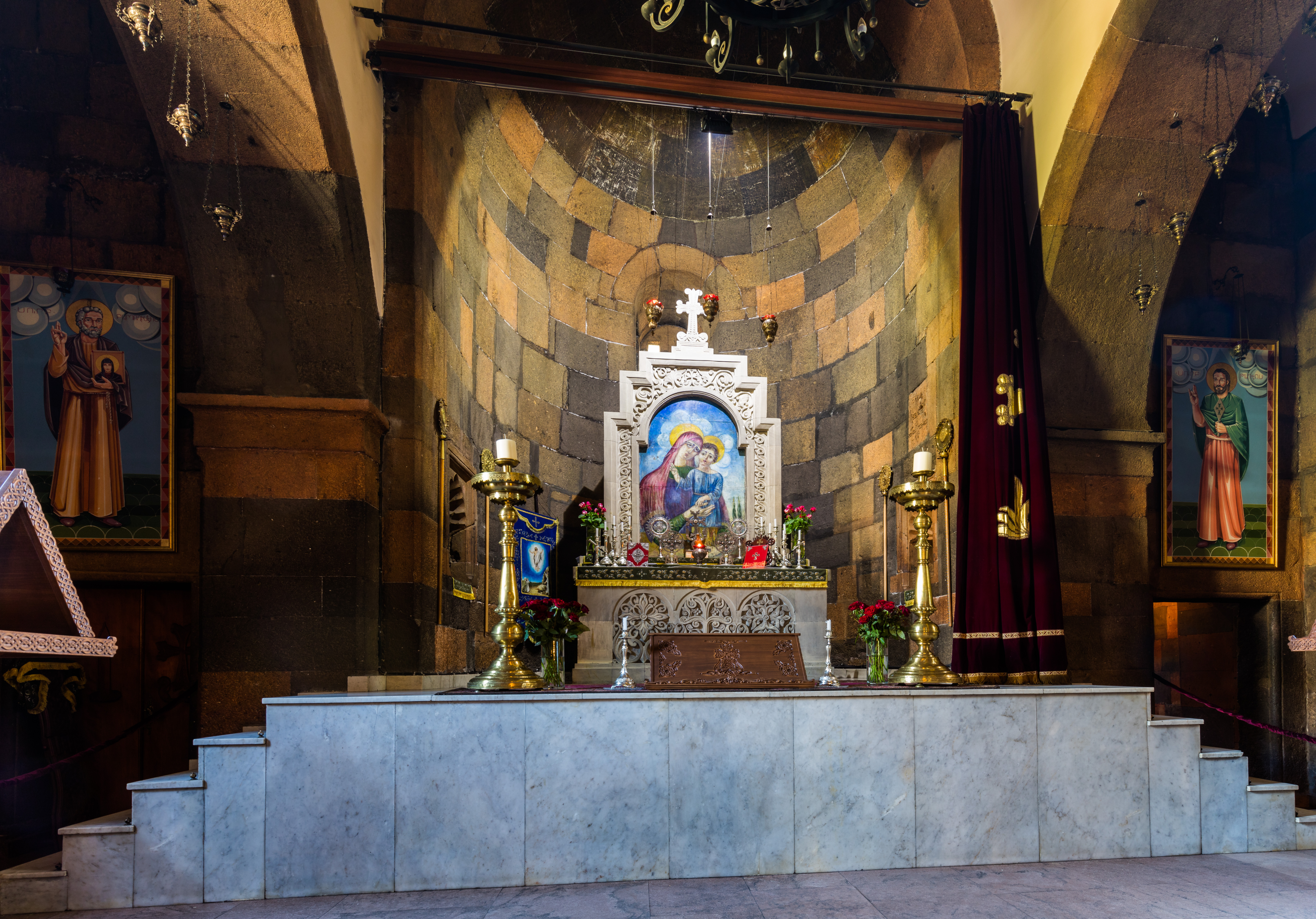
Huvudaltaret
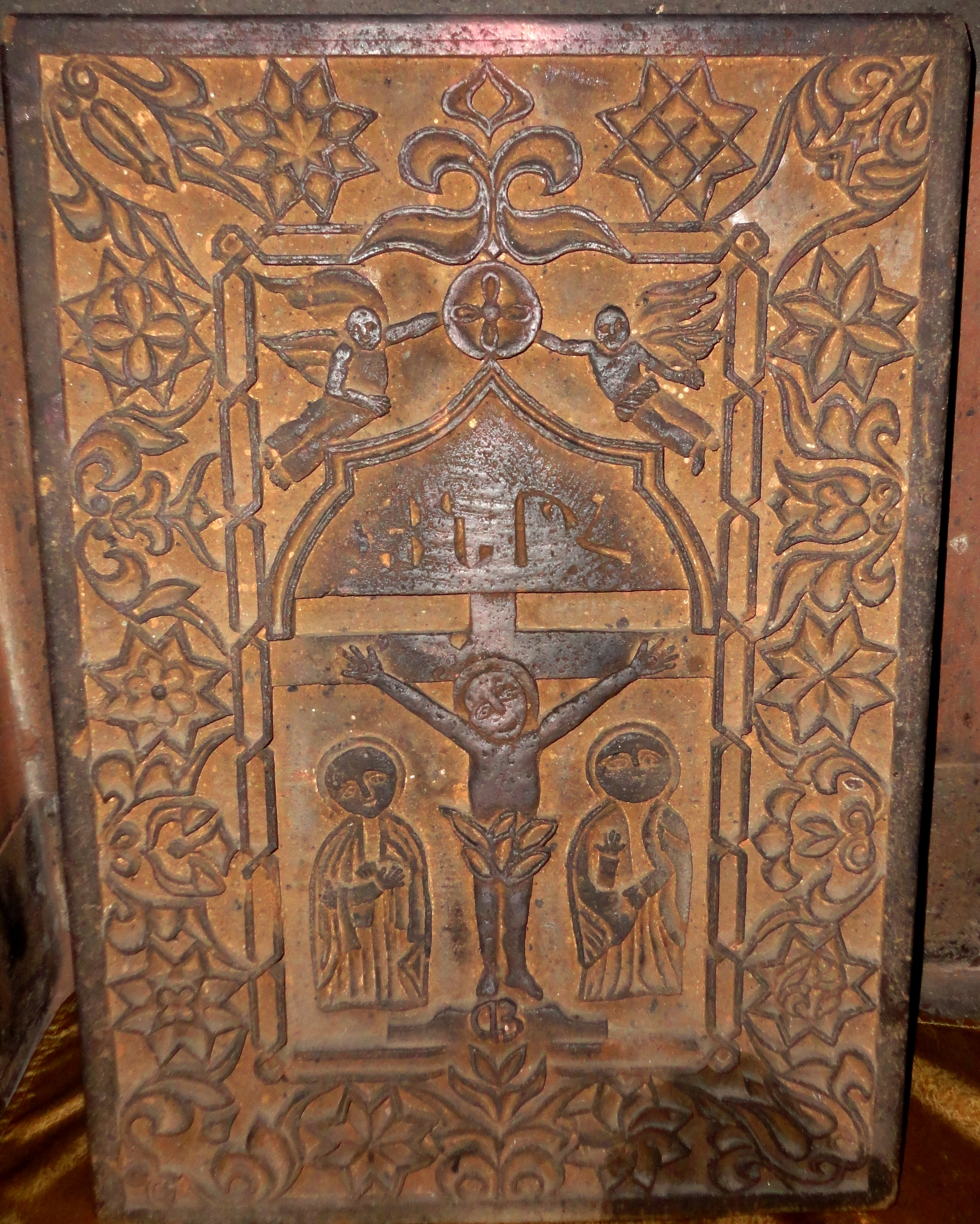
Khachkar i bönerummet
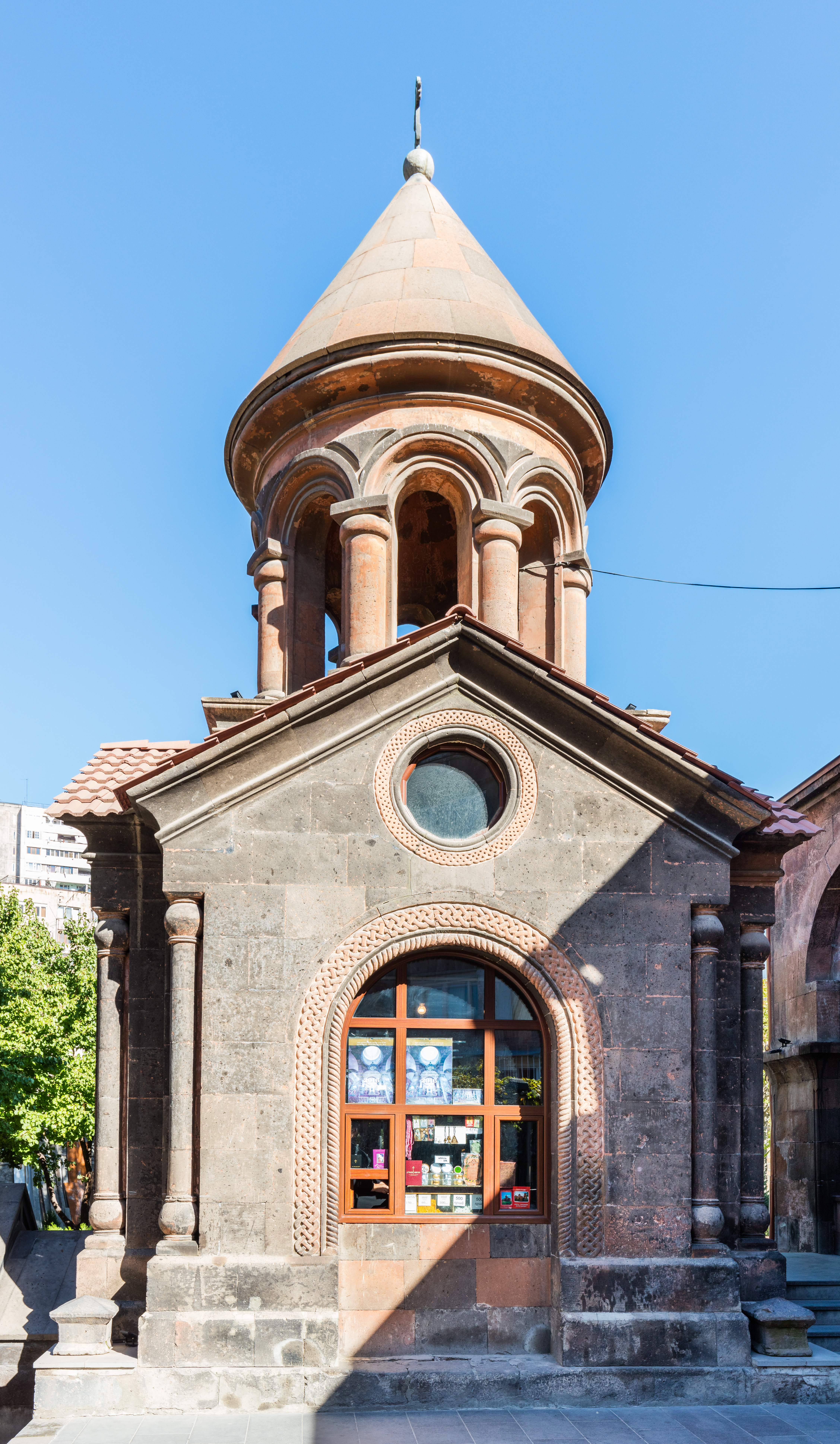
Sankt Ananiaskapellet
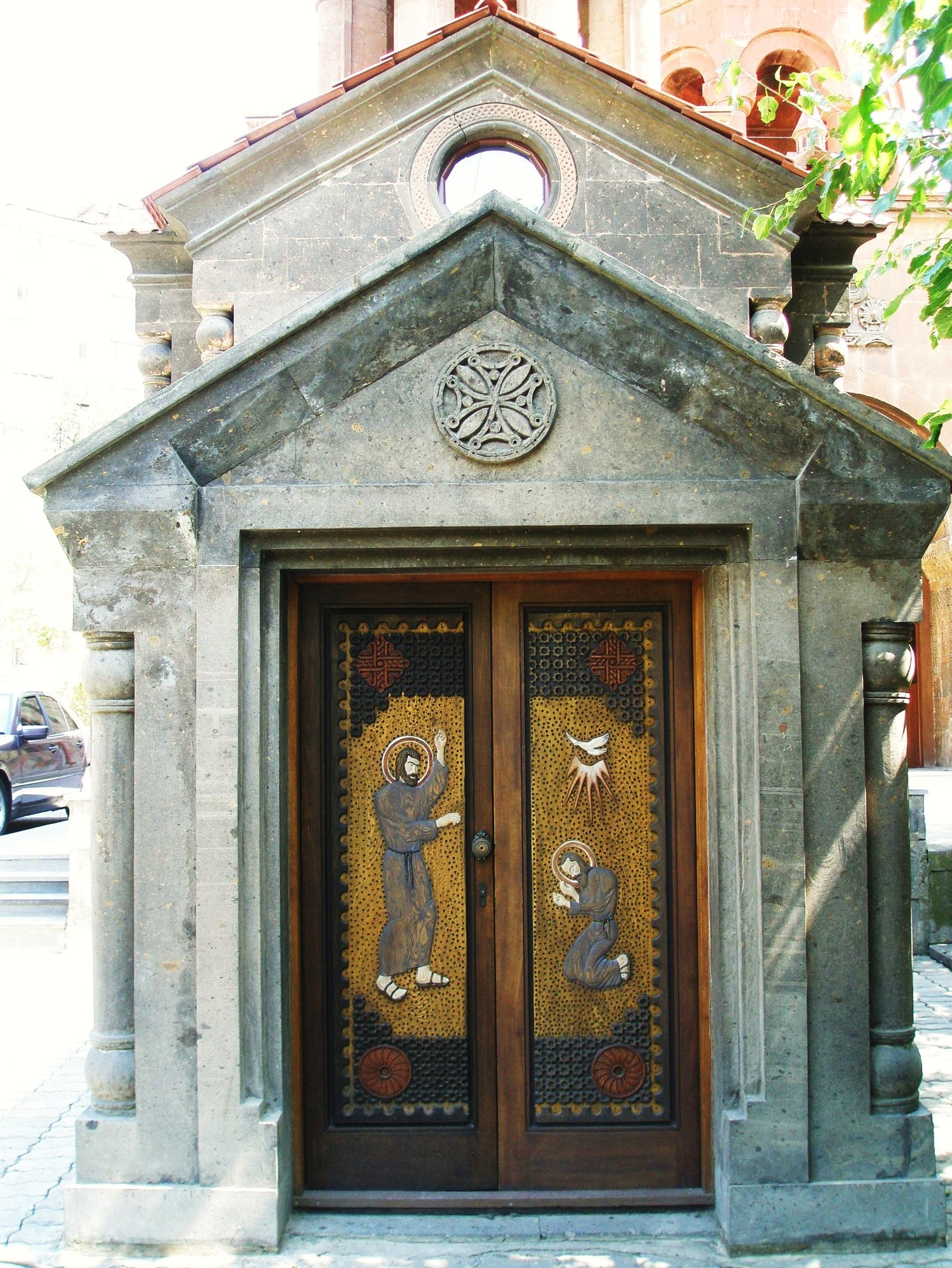
Ingång till Sankt Ananiaskapellet, under klocktornet